# Elisabeth Schinagl
Elisabeth Schinagl (* 9. September 1961 in München) ist eine deutsche Philologin und Schriftstellerin.

## Leben
Elisabeth Schinagl wurde als älteste von drei Schwestern in München geboren. 1975 zog die Familie nach Greding, dem Geburtsort ihrer Mutter. Nach dem Abitur am Gymnasium Hilpoltstein studierte sie Lateinische Philologie und Germanistik für das Lehramt an Gymnasien an der Katholischen Universität Eichstätt-Ingolstadt sowie an der Universität Regensburg. Nach dem Ersten Staatsexamen begann sie ein Promotionsstudium und war als wissenschaftliche Mitarbeiterin am Lehrstuhl für Mittellateinische Philologie der Katholischen Universität Eichstätt-Ingolstadt tätig.
Ihre Promotion über Naturkunde-Exempla in lateinischen Predigtsammlungen des 13. und 14. Jahrhunderts verfasste sie unter der Betreuung von Benedikt Konrad Vollmann. Nach dem Referendariat in Eichstätt und München war Schinagl bis Februar 2009 als Gymnasiallehrerin und Fachbetreuerin für Latein am Werner-von-Siemens-Gymnasium in Weißenburg tätig. 2009 wechselte sie als Referentin für Bildung und Kultur in den Bayerischen Landtag.
Ihre literarische Tätigkeit begann Schinagl zunächst im Selfpublishing. Seit 2018 ist sie als freie Autorin tätig und hat seitdem neben Romanen und Erzählungen auch kürzere literarische Texte in zahlreichen Anthologien veröffentlicht. 2022 erschien mit der Romanbiografie Der Bierkönig von München über Josef Schülein ihr erstes Werk im Allitera-Verlag. In der Reihe Francobaldi, die im ausgehenden 18. Jh. angesiedelt ist, verarbeitet die Autorin historische Ereignisse aus dem ehemaligen Fürstbistum Eichstätt und aus der bayerischen Geschichte zu einer Krimihandlung. Bisher sind die Bände Das Geheimnis der Illuminaten und Familiengeheimnisse erschienen. Der 2025 veröffentlichte Roman Lehmbarone schildert den Aufstieg der Familie Seidl/Selmayr von einstigen Landwirten zu erfolgreichen Ziegelproduzenten und die damit einhergehende Entwicklung des einstigen Dorfs Bogenhausen zum Münchner Villenviertel.
Elisabeth Schinagl ist in zweiter Ehe verheiratet und hat zwei erwachsene Töchter. Sie lebt in Eichstätt und München.

## Werke (Auswahl)

### Einzelveröffentlichungen
- Naturkunde-Exempla in lateinischen Predigtsammlungen des 13. und 14. Jahrhunderts (= Lateinische Sprache und Literatur des Mittelalters. Band 32). Lang, Frankfurt am Main [u. a.] 2001, ISBN 3-906766-59-4 (Zugleich: Dissertation, KU Eichstätt, 1994).
- Dreizehn Tage: Das Leben des Giovanni Domenico Barbieri von ihm selbst erzählt. BoD – Books on Demand, 2013, ISBN 978-3-74948-183-5.
- Die geheime Akte des Cassiodor. BoD – Books on Demand, 2018, ISBN 978-3-74603-692-2.
- WahnTraumLand. BoD – Books on Demand, 2020, ISBN 978-3-75199-846-8.
- Der Bierkönig von München: Romanbiografie, Allitera Verlag, München 2022, ISBN 978-3-96233-312-6.
- Francobaldi – Familiengeheimnisse. Historischer Bayernkrimi. Allitera Verlag, München 2023, ISBN 978-3-96233-385-0.
- Francobaldi – Das Geheimnis der Illuminaten: Historischer Bayernkrimi. Allitera Verlag, München 2023, ISBN 978-3-96233-365-2.
- Lehmbarone – Ein historischer München-Roman. Allitera Verlag, München 2025, ISBN 978-3-96233-428-4.

### Veröffentlichungen in Anthologien
- Bayerisches Hausbuch auf das Jahr 2018, hg. von Alix Paulsen, Turmschreiber Verlag, Husum, ISBN 978-3-938575-45-1.
- Bayerisches Hausbuch auf das Jahr 2019, hg. von Alix Paulsen, Turmschreiber Verlag, Husum, ISBN 978-3-938575-49-9.
- Bayerisches Hausbuch auf das Jahr 2020, hg. von Alix Paulsen, Turmschreiber Verlag, Husum, ISBN 978-3-938575-54-3.
- Bayerisches Hausbuch auf das Jahr 2021, hg. von Alix Paulsen, Turmschreiber Verlag, Husum, ISBN 978-3-938575-56-7.
- Bayerisches Hausbuch auf das Jahr 2022, hg. von Alix Paulsen, Turmschreiber Verlag, Husum, ISBN 978-3-938575-57-4.
- Bayerisches Hausbuch auf das Jahr 2023, hg. von Alix Paulsen, Turmschreiber Verlag, Husum, ISBN 978-3-938575-59-8.
- Bayerisches Hausbuch auf das Jahr 2024, hg. von Alix Paulsen, Turmschreiber Verlag, Husum, ISBN 978-3-938575-61-1.
- Bayerisches Hausbuch auf das Jahr 2025, hg. von Alix Paulsen, Turmschreiber Verlag, Husum, ISBN 978-3-938575-63-5.
- aufgetischt & abserviert, Münchner Turmschreiber (Hg.), Allitera Verlag, München 2025, ISBN 978-3-96233-496-3.